# LST-469 (戦車揚陸艦)
LST-469 (USS LST-469) は、アメリカ海軍の戦車揚陸艦（LST, Landing Ship Tank）。LST-1級戦車揚陸艦の1隻。

## 艦歴
本艦は第二次世界大戦中の1943年3月に就役後、アジア・太平洋戦線に投入された。
1943年6月15日、GP55船団に加入してシドニーからブリスベンに向かう途中で、日本潜水艦「伊174」の発射した魚雷1発を受けて大破・航行不能に陥ったが、オーストラリア海軍のタグボート「リザーブ」（en）に曳航されてシドニーへ入港できた。この戦闘で乗船者26人が死亡・行方不明、17人が負傷した。シドニーで損傷箇所の修理を受けた。
戦列復帰した本艦は、1944年4月から西部ニューギニア戦域で以下の上陸作戦に参加した。
- 1944年5月、サルミ・ワクデ島の戦い
- 1944年5-7月、ビアク島の戦い
- 1944年7月、ヌンフォール島の戦い（en）
- 1944年7-8月、サンサポールの戦い
- 1944年9月、モロタイ島の戦い

その後、フィリピン反攻戦でも以下の上陸作戦に参加した。
- 1944年10月 - レイテ島の戦い
- 1945年1月 - ルソン島の戦い

終戦後は、1945年10月24日まで引き続き極東地域での占領業務に従事し、同年10月25日から11月2日までは中国方面で行動した。アメリカ合衆国本土に帰還後、1946年3月に現役から外されて5月に海軍から除籍。1947年12月にスクラップとして払い下げされた。
本艦は第二次世界大戦での功績により、従軍星章（en）4個を受けた。